# 우치 브와디스와프 레이몬트 공항

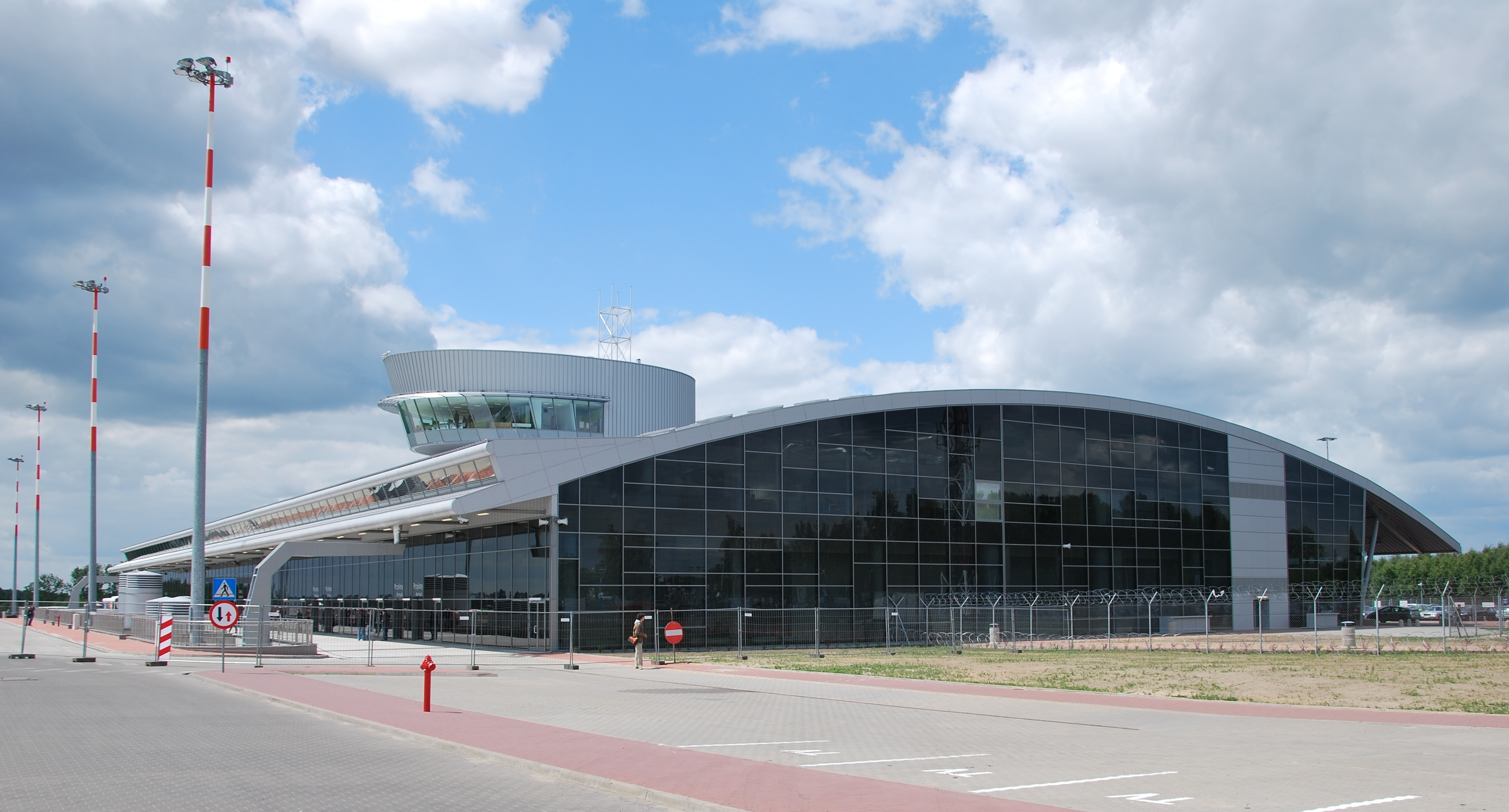
우치 브와디스와프 레이몬트 공항 외관

우치 브와디스와프 레이몬트 공항(폴란드어: Port Lotniczy Łódź im. Władysława Reymonta, IATA: LCJ, ICAO: EPLL), 구 명칭 우치 루블리네크 공항(폴란드어: Port lotniczy Łódź-Lublinek)은 폴란드 우치주 우치에 있는 공항이다. 우치 도심에서 남서쪽으로 6 km (3.7 mi) 떨어져 있다. 1925년 9월 13일 개항하였다.